# Volodymyr Vijtyšyn
Volodymyr Vijtyšyn (Demydivka, 9 novembre 1959) è un arcivescovo cattolico ucraino, dal 21 novembre 2011 arcieparca metropolita di Ivano-Frankivs'k.

## Biografia

### Formazione e ministero sacerdotale
Dopo essere entrato in seminario durante il periodo della clandestinità, ha studiato in seguito presso l'istituto teologico-catechistico di Ivano-Frankivs'k e ha ottenuto la licenza in teologia pastorale, per corrispondenza, dall'università cattolica di Lublino.
Ha ricevuto l'ordinazione presbiterale in clandestinità il 27 maggio 1982 dall'eparca Pavlo Vasylyk.
In seguito è stato membro del consiglio presbiterale.
È stato eletto candidato episcopabile alla sede eparchiale di Kolomyja-Černivci dal sinodo dei Vescovi della Chiesa greco-cattolica ucraina, riunito a Kiev dal 7 al 12 luglio 2002.

### Ministero episcopale
Il 13 maggio 2003 papa Giovanni Paolo II ha dato il suo assenso all'elezione come eparca coadiutore di Kolomyja.
Ha ricevuto l'ordinazione episcopale il 15 luglio successivo nella cattedrale della Trasfigurazione del Signore di Kolomyja dal cardinale Lubomyr Husar, co-consacranti l'eparca di Kolomyja Pavlo Vasylyk e l'eparca di Ivano-Frankivs'k Sofron Stefan Wasyl Mudry. È divenuto eparca il 12 dicembre 2004, nel giorno della morte del suo predecessore Pavlo Vasylyk.
Il sinodo dei vescovi della Chiesa greco cattolica ucraina, riunito a Kiev dal 5 al 12 ottobre 2004, ha votato e deciso il suo trasferimento alla sede di Ivano-Frankivs'k, che è avvenuto ufficialmente il 2 giugno 2005. Ha preso possesso dell'eparchia il 12 luglio successivo con una cerimonia nella cattedrale della Risurrezione del Nostro Salvatore.
Il 21 novembre 2011 papa Benedetto XVI ha elevato l'eparchia di Ivano-Frankivs'k ad arcieparchia; pertanto Vijtyšyn è divenuto il primo arcieparca metrapolita.

## Genealogia episcopale e successione apostolica
La genealogia episcopale è:
- Patriarca Geremia II Tranos
- Arcivescovo Michal Rahoza
- Arcivescovo Hipacy Pociej
- Arcivescovo Iosif Rucki
- Arcivescovo Antin Selava
- Arcivescovo Havryil Kolenda
- Arcivescovo Kyprian Žochovs'kyj
- Arcivescovo Lev Zaleski
- Arcivescovo Jurij Vynnyc'kyj
- Arcivescovo Luka Lev Kiszka
- Vescovo György Bizánczy
- Vescovo Inocențiu Micu-Klein, O.S.B.M.
- Vescovo Mihály Emánuel Olsavszky, O.S.B.M.
- Vescovo Vasilije Božičković, O.S.B.M.
- Vescovo Grigore Maior, O.S.B.M.
- Vescovo Ioan Bob
- Vescovo Samuel Vulcan
- Vescovo Ioan Lemeni
- Arcivescovo Spyrydon Lytvynovyč
- Arcivescovo Josyf Sembratowicz
- Cardinale Sylwester Sembratowicz
- Arcivescovo Julian Kuiłovskyi
- Arcivescovo Andrej Szeptycki, O.S.B.M.
- Cardinale Josyp Ivanovyč Slipyj
- Cardinale Ljubomyr Huzar, M.S.U.
- Arcivescovo Volodymyr Viytyshyn

La successione apostolica è:
- Vescovo Teodor Macapula, I.V.E. (2024)